# Shawn Mendes
Shawn Peter Raul Mendes (n. 8 august 1998, Pickering⁠(d), Ontario, Canada) este un cântăreț canadian, compozitor și model. În 2013 a intrat în atenția fanilor prin cover-urile și video-sharing-urile postate în aplicația Vine.. În anul următor, a atras atenția manager-ului Andrew Gertler și casei de discuri Island Records A&R Ziggy Chareton. De atunci, a scos 3 albumeShawnsFirstHeadlines (2014–15) în studio, a fost în 3 turnee mondiale, a fost nominalizat de 165 de ori și a primit 79 de premii.
Mendes a debutat în carieră cu albumul său intitulat Handwritten (2015) (de pe care single-ul ,,Stitches” a ajuns numărul #1 în UK și top 10 în USA). În 2016, a scos al doilea album Illuminate, de pe care melodiile ,,Treat You Better” și ,,There's Nothing Holdin' Me Back", au ajuns în top 10 în nenumărate țări. Al treilea album, intitulat Shawn Mendes (2018) a fost conceput în întregime de cântăreț. Toate cele 3 albume au debutat în top la US Billboard 200. Prin acestea, Shawn Mendes a devenit unul din cei 5 artiști care au debutat ca numărul #1 înainte de 18 ani și al treilea ca fiind unul dintre artiștii tineri care au avut 3 albume pe locul #1. 
În 2017, Mendes a devenit primul artist cu 3 albume pe locul #1 în topul Billboard Adult Contemporary. În 2018, a devenit primul artist cu 4 albume pe locul #1 în topul Adult Pop Songs înainte de 20 de ani.
Mendes a avut 4 turnee principale #ShawnsFirstHeadlines, Shawn Mendes World Tour, Illuminate World Tour și Shawn Mendes: The Tour. Printre alte premii, Shawn Mendes a câștigat 13 premii SOCAN, 10 MTV Europe Music Awards, 8 Juno Awards, 8 iHeartRadio MMVA, 2 American Music Awards și a primit 2 nominalizări la Grammy Awards. În 2018, revista Time, în lista anuală, l-a proclamat pe Mendes ca fiind unul dintre cei 100 cei mai influenți oameni din lume. 
A făcut hochei de la 14 ani, dar s-a lăsat din cauza celei mai mari pasiuni, muzica. De asemenea, a jucat și fotbal.
Shawn este născut la Toronto, tatăl său este portughez, iar el nu vorbește fluent decât engleza.
Atunci când i-a ascultat prima dată piesele și a aflat cât de mare este succesul lui Shawn în mediul online, Ed Sheeran i-a pus la dispoziție un avion care să îl aducă la Los Angeles doar pentru a lua cina împreună. A colaborat cu mari artiști, precum Ed Sheeran, Taylor Swift, Charlie Puth și John Mayer. De asemenea, el a lansat-o ca artist solo  pe buna sa prietenă, artista Camila Cabello.
Shawn are o soră mai mică, Aaliyah Mendes, care este cu cinci ani mai mică decât el.

## Influențe muzicale și artistice

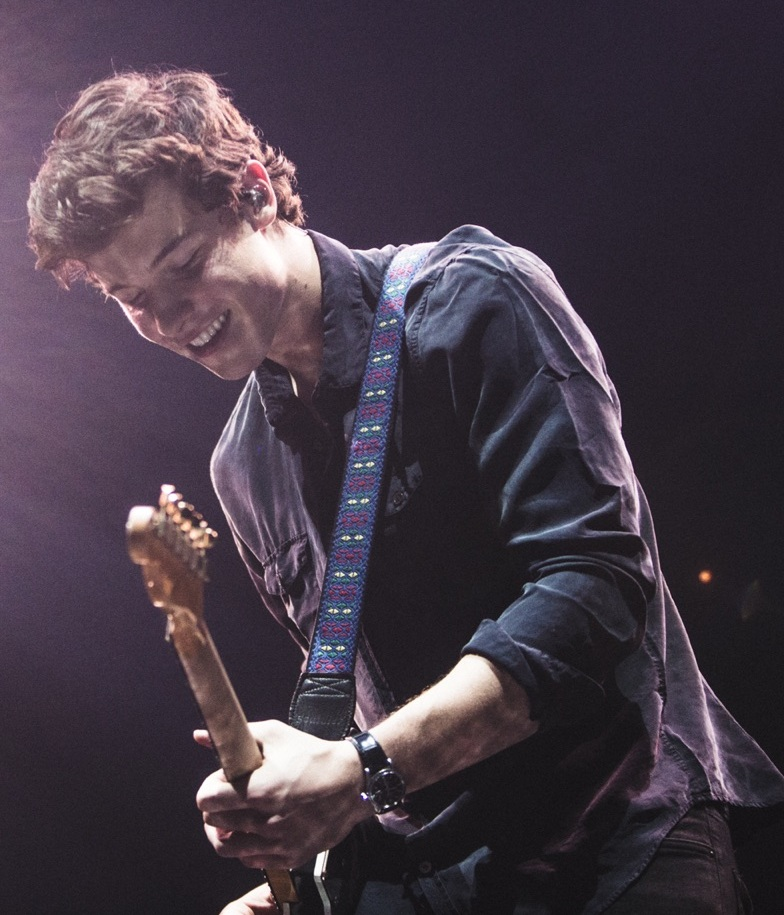
Shawn Mendes în concert, 2017

Mendes a învățat să cânte la chitară în 2012, la vârsta de 14 ani datorită tutorialelor de pe YouTube. După aproximativ un an, a început să posteze cover-uri pe YouTube. Mendes a început să facă vizualizări după ce a postat un cover de la Justin Bieber - ,,As Long as You Love Me’’ pe aplicația Vine în 2013, primind 10,000 de like-uri și un număr mare de urmăritori. În lunile următoare, el a avut parte de milioane de vizualizări și urmăritori, devenind cunoscut pentru scurtele sale interpretări ale unor melodii faimoase. Mendes l-a văzut pe Bieber drept un model de carieră în acea perioadă.  Managerul Andrew Gertler l-a descoperit pe Mendes în mediul online în noiembrie 2013, urmând ca în ianuarie 2014 să îl aducă la Island Records. În aprilie, el a câștigat cel mai bun cover (,,Best Cover Song’’) cu melodia ,,Say something’’ de A Great Big World. A semnat oficial cu Island Records în mai 2014.  
El și-a lansat primul single ,,Life of the Party’’ pe 26 iunie, 2014. A devenit cel mai tânăr om care a ajuns în top 25 în US Billboard Hot 100, reușind să ajungă pe locul 24 în iulie 2014. Înainte de a semna cu Island Records, Mendes a fost într-un tur alături de băieții de la Magcon. De asemenea, Mendes a fost într-un tur național alături de Austin Mahone, el cântând în deschidere. Shawn Mendes și-a lansat primul EP în iulie. EP-ul a ajuns numărul 5 în Billboard 200, reușind să se vândă în 48,000 de copii încă din prima săptămână. Mendes a câștigat un premiu Tenn Choice în 2014 pentru Webstar în muzică. Pe 6 noiembrie 2014, ,,Something Big’’ a fost lansat ca fiind al doilea single al său.    
Shawn Mendes este recunoscut pentru melodiile sale folk și pop folk. Mendes i-a menționat pe John Mayer, Ed Sheeran și Justin Timberlake ca fiind principale modele în muzică. Datorită părinților săi, a crescut ascultând melodii raggae, Led Zeppelin, Garth Brooks și melodii country. A recunoscut că al doilea său album a fost influențat de munca lui Mayer, în timp ce, al treilea album a fost inspirat de Timberlake, Kings of Leon, Kanye West și Daniel Caesar. Pentru Brittany Spanos, scriitoarea din trupa Rolling Stones, Mendes integrează ,,acorduri acustice folk-pop atractive” în melodiile sale, pe când, pentru Joe Coscarelli de la The New York Times, ,,muzica sa pop-rock ușoară, câteodată emoționantă, este, în principal, pentru adolescenți și adolescente, dar, și-a găsit, de asemenea, drum spre radio-urile adulților.”. Într-un interviu pentru revista Clash, Mendes a spus:  
,,Vreau să creez imnuri pentru oameni. Vreau să creez imnuri pentru momentele importante din viața lor... Nu vreau ca muzica mea să fie cântată pentru câteva luni și apoi să dispară. Și nu numai asta. Vreau să fac lucruri incredibile care fac acea diferență. Cred că nu e numai despre muzica pe care o faci, e și despre lucrurile pe care le faci în timp ce creezi.”

## Premii și nominalizări
Shawn Mendes a câștigat 13 premii SOCAN, 10 MTV Europe Music Awards, 8 Juno Awards, 8 iHeartRadio MMVA, 2 American Music Awards și a primit 2 nominalizări la Grammy Awards.

## Filmografie
| An   | Ttitlu  | Rol                 | Detalii                             |
| ---- | ------- | ------------------- | ----------------------------------- |
| 2013 | Metegol | Tânărul Jake (voce) | dublare în engleză, direct în video |

| An   | Titlu               | Rol          | Detalii                                                                      |
| ---- | ------------------- | ------------ | ---------------------------------------------------------------------------- |
| 2015 | Yo quisiera         | Shawn Mendes | Episodul: ,,Yo soy la bloguera de moda”                                      |
| 2016 | The 100             | Macallan     | Episodul: ,,Wanheda: Part 1”                                                 |
| 2016 | Saturday Night Live | Shawn Mendes | Episodul: ,,Emma Stone/ Shawn Mendes”                                        |
| 2018 | Drop the Mic        | Shawn Mendes | Episodul: ,,Odelle Beckham Jr. vs Shawn Mendes/ Molly Ringwald vs Jon Cryer” |
| 2019 | Saturday Night Live | Shawn Mendes | Episodul: ,,Adam Sandler/ Shawn Mendes”                                      |

## Discografie
Albume
- The Shawn Mendes EP (2014)
- Handwritten (2015)
- Illuminate  (2016)
- MTV Unplugged (2017)
- Shawn Mendes (2018)
- Wonder (2020)
- Shawn (2024)

## Turnee
Turnee proprii:
- ShawnsFirstHeadlines (2014–15)
- Shawn Mendes World Tour (2016)
- Illuminate World Tour (2017)
- Shawn Mendes: The Tour (2019)

Turnee în parteneriat cu diferiți artiști:
- Jingle Ball Tour 2014
- Jingle Ball Tour 2015
- Jingle Ball Tour 2018

Invitat în turneele altor artiști:
- Austin Mahone: Live on Tour (Austin Mahone) (în America de Nord) (2014)
- The 1989 World Tour (Taylor Swift) (în America de Nord) (2015)